# Marquillies
Marquillies é uma comuna francesa na região administrativa de Altos da França, no departamento do Norte. Estende-se por uma área de 6.91 km². Em 2010 a comuna tinha 2 032 habitantes (densidade: 294,1 hab./km²).